# 安德烈亚斯·韦克

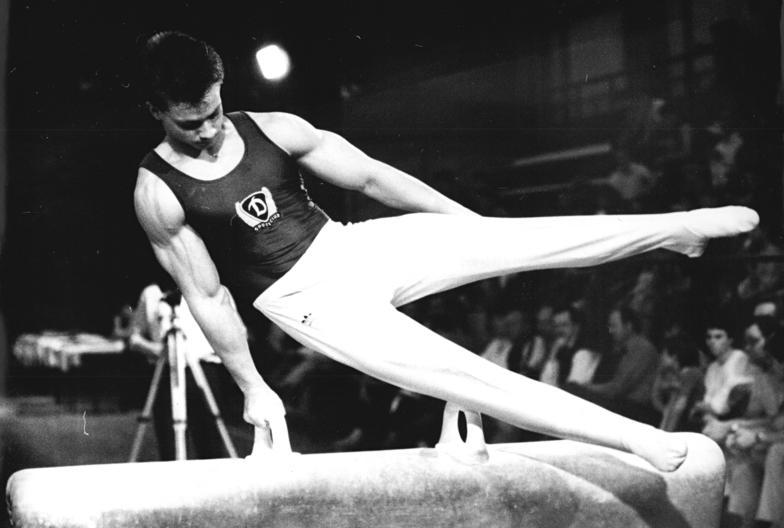
安德烈亚斯·韦克 (1989年)

安德烈亚斯·韦克（德語：Andreas Wecker，1970年1月2日—），德国男子竞技体操运动员。他曾参加1988年、1992年、1996年和2000年四届夏季奥运会，共收获一枚金牌、两枚银牌和两枚铜牌。